# جبل شومو لونزو
جبل شومو لونزو (بالصينية: 珠穆隆索峰) هو جبل في منطقة التبت، يبعد 5 كم شمال شرق جبل ماكالو في ماهالونجور أو خومبو هيمالايا. تُترجم شومو لونزو إلى «إلهة الطيور»، وتتضمن التهجئات البديلة تشومو لونزو وجومولونزو ولمالنشو.
لدى شومو لونزو ثلاثة قمم متميزة، يتغلب عليه قمة ماكالو القريبة اتجاه نيبال، وهي خامس أعلى قمة في العالم، تطهر القمم الثلاث في مشهد مُثير للإعجاب ومهيمن للغاية من وادي كانغشونغ في التبت، ويمثل الوجه الشمالي الشرقي البالغ ارتفاعه 3000 متر تحديًا واضحًا لم يتم حله بعد.

## روابط خارجية
- باللغة الفرنسية 2005 موقع البعثة Chomolonzo
- صورة من الغرب تظهر كل الطرق الناجحة
- جولة جوية افتراضية في Chomo Lonzo